# Gentiana sino-ornata
Тирлич китайський прикрашений (Gentiana sino-ornata) — вид рослин родини тирличеві.

## Історія
Рослину вперше дослідив шотландський збирач рослин Джордж Форрест у 1904 році.

## Будова
Розпростерта трав'яниста багаторічна рослина, що досягає 20 см висоти. Утворює зарості, пагони легко вкоріняються. Листя ростуть в розетці та на стеблах, вузькі ланцетоподібні до 4 см. Одиночні квіти розпускаються на кінцях стебел, в порівнянні з маленькою висотою рослини здаються великими і помітними. Кольори трубчастих квіток варіюються від блакитного до фіолетового з зеленувато-жовтими смугами. Квітне восени.

## Поширення та середовище існування
Зростає на північному сході Юньнань та передгір'ї Тибету.

## Практичне використання
Рослину використовують як декоративну. Вирощують в садах через здатність квітнути восени, що робить її блакитні квіти дуже красивими на фоні жовтого листя.

## Галерея

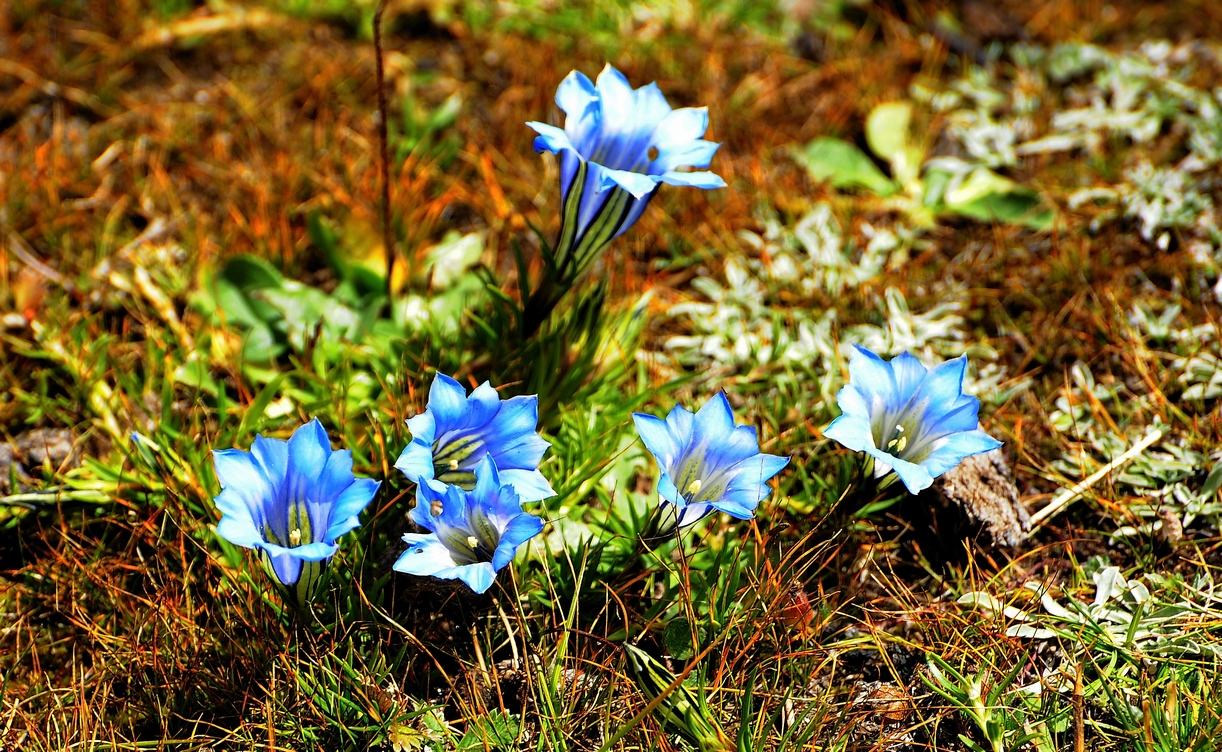
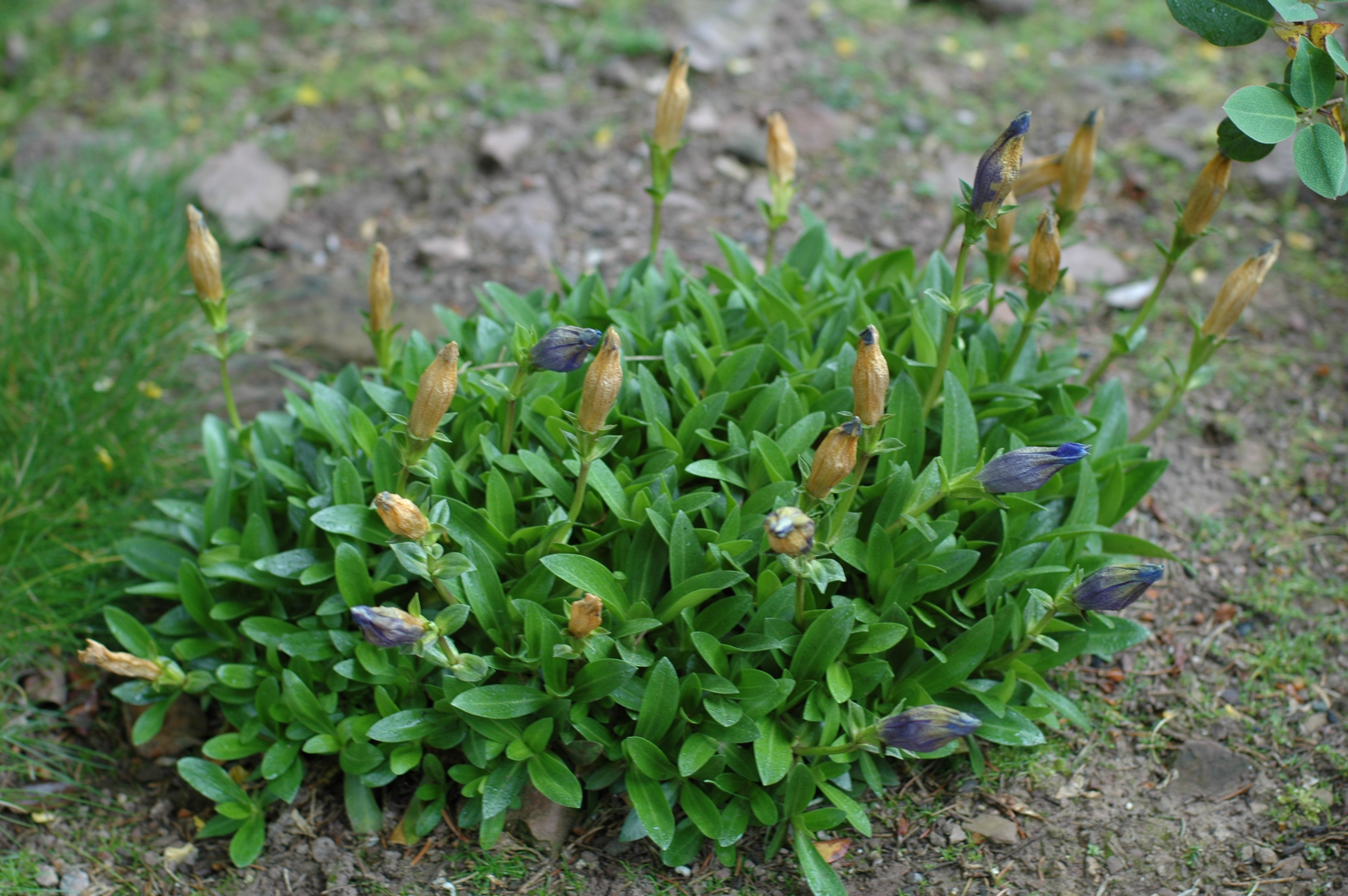
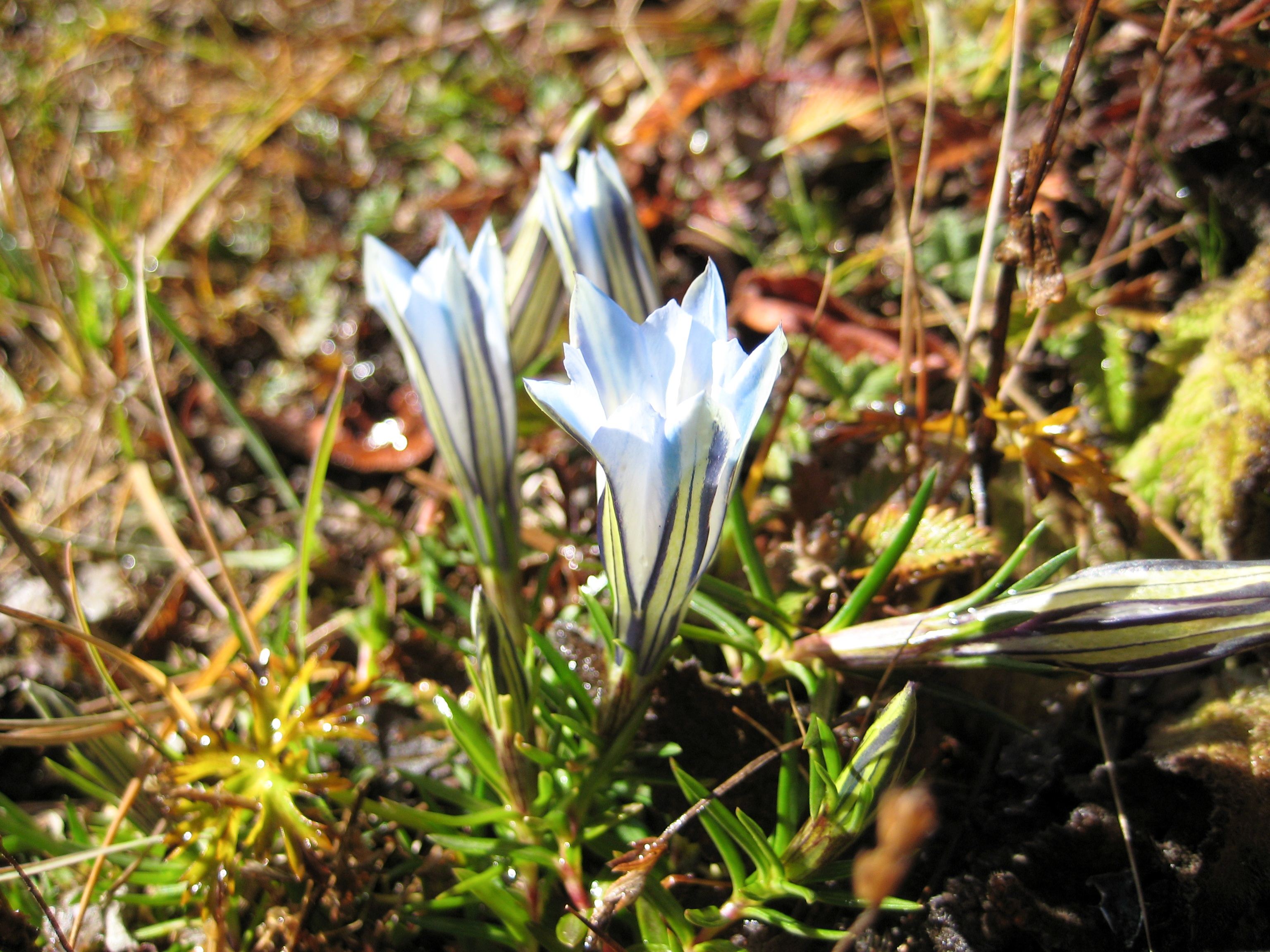